# Castelo (Sertã)
Castelo es una freguesia portuguesa del concelho de Sertã, con 24,62 km² de superficie y  habitantes (2001). Su densidad de población es de 47,2 hab/km².